# Rhaphidophora tetrasperma
Rhaphidophora tetrasperma — міні-монстера, яка є видом квіткових рослин із родини Araceae, роду Rhaphidophora. Він походить з південного Таїланду та Малайзії.
Цей ароїд часто приймають за інші види та родини.